# Katholische Pfadfinderschaft Europas

Logo de la KPE

La Katholische Pfadfinderschaft Europas (KPE), en français guides et scouts catholiques d'Europe, est une association de scouts catholiques allemande qui compte 2 500 membres. Elle appartient à l'Union internationale des guides et scouts d'Europe. La Katholische Pfadfinderschaft Europas-Österreich est son homologue autrichienne qui collabore étroitement avec elle.
La KPE a des liens amicaux avec la congrégation des Serviteurs de Jésus et Marie, fondée en 1988 par Andreas Hönisch et reconnue par le Saint-Siège en 1994. Certains de ses membres ont reçu la vocation pendant leur temps de scoutisme à la KPE.

## Historique

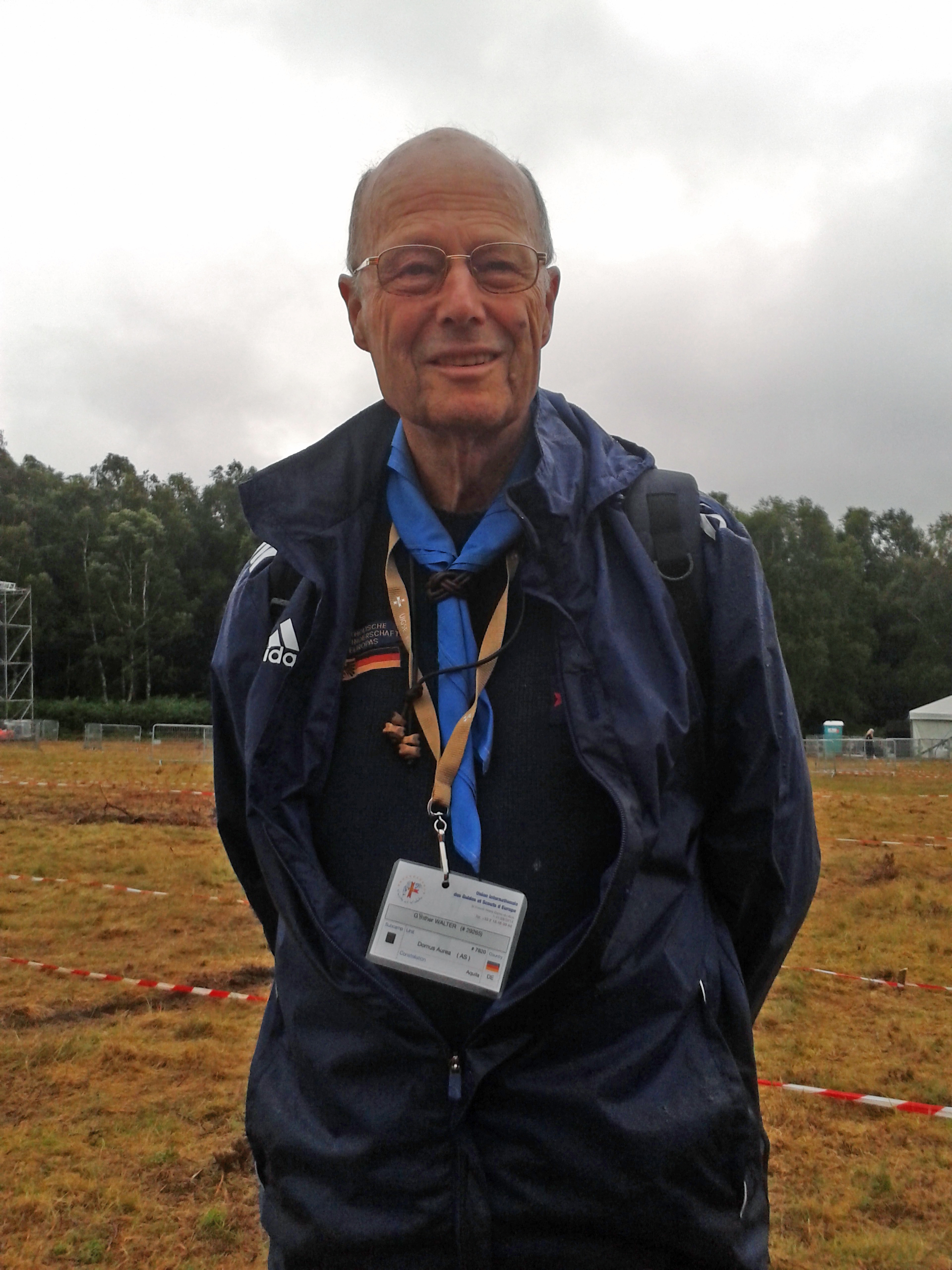
Günther Walter à l'Eurojam 2014

Les guides et scouts catholiques d'Europe ont été fondés le 15 février 1976 en Allemagne par Andreas Hönisch et Günther Walter. L'association devient membre effectif de l'Union internationale des guides et scouts d'Europe l'année suivante et fait partie de la fédération du scoutisme européen. Certains anciens membres de la KPE la quittent en 1986 pour fonder une association dénommée Europapfadfinder Sankt Michael.
Le diocèse d'Augsbourg reconnaît la KPE comme association catholique de jeunesse en 1992.
La KPE est membre du Forum Deutscher Katholiken, fondé en l'an 2000 à Fulda par Hubert Gindert
Le Saint-Siège lui assure sa protection en reconnaissant en 2003 l'UIGSE comme association laïque. Le cardinal Joseph Ratzinger, futur Benoît XVI, déclare à son sujet: « Le travail effectué par la KPE au sein de la jeunesse est une œuvre entièrement positive et qui donne à beaucoup de jeunes gens des fondations solides pour cheminer dans la vie. » En mars 2014, le cardinal Joachim Meisner exprime dans une lettre l'importance du mouvement pour l'archidiocèse de Cologne, et confirme la reconnaissance de la KPE comme faisant partie de l'engagement pastoral.
Son président est actuellement Günter Arend.